# Ford Fiesta RS WRC
La Ford Fiesta RS WRC è la vettura da rally costruita per il Ford World Rally Team dalla M-Sport (reparto sportivo della casa costruttrice Ford) per l'uso nel Campionato del mondo rally 2011. È basata sul modello Ford Fiesta stradale, e ha sostituito la Ford Focus RS WRC che aveva gareggiato in diverse versioni fin dal 1999.

## Descrizione
È stata costruita sulla base dei nuovi regolamenti delle auto da rally mondiali per il 2011, che sono basati sui già esistenti per le auto Super 2000, ma è sorretta da un motore turbo 1.6 Ford EcoBoost diversamente dal solito motore aspirato 2.0 litri montato sulle auto Super 2000. M-Sport e Ford hanno introdotto una versione della Ford Fiesta S2000 agli inizi del 2010, che ha formato la base dell'auto del WRC.
I piloti dello Stobart Ford World Rally Team, Matthew Wilson e Henning Solberg hanno svolto gran parte del lavoro di sviluppo della vettura durante il 2010, con Per-Gunnar Andersson, il direttore amministrativo M-Sport e il direttore del team Ford Malcolm Wilson che hanno anche guidato la vettura.

## Stagione 2011

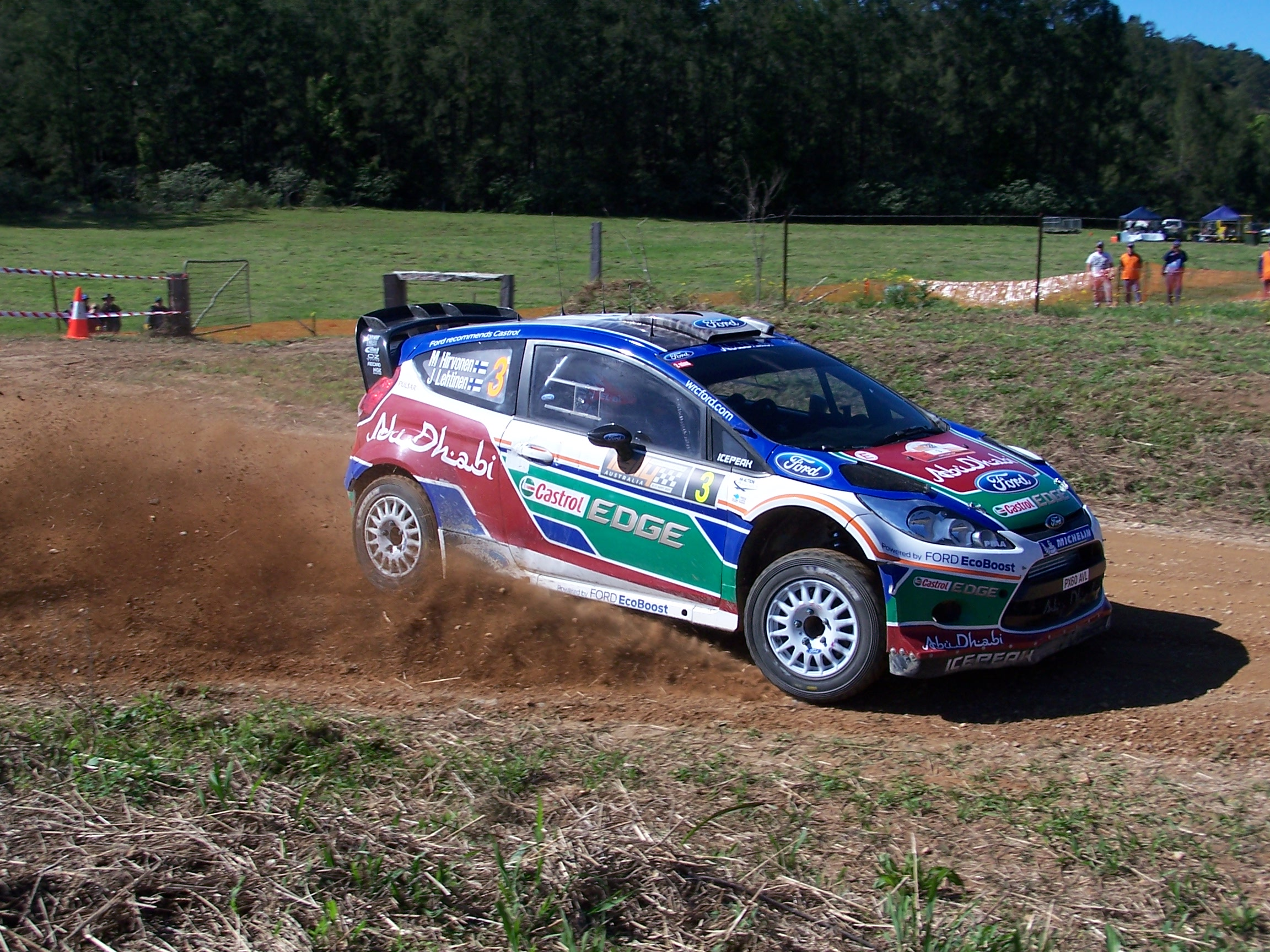
Mikko Hirvonen al Rally d'Australia 2011

### 2011
Nella stagione 2011 il team Ford ufficiale era il Ford Abu Dhabi World Rally Team il quale fu affiancato dai team semi-ufficiali M-Sport Stobart Ford World Rally Team e il Munchi's Ford World Rally Team.
Nelle file del team ufficiale ci furono Jari-Matti Latvala e Mikko Hirvonen affiancati da Mads Østberg del team Stobart e la giovane promessa Estone Ott Tänak.
Mikko Hirvonen lottò fino alla fine con Sébastien Loeb per il titolo piloti terminando a quota 214 punti a 8 lunghezze dal titolo iridato.
Latvala terminò quarto assoluto venendo superato dal secondo pilota Citroën Sébastien Ogier.
Il titolo costruttori fu vinto dal team Citroen che concluse con 403 punti mentre secondo terminò il team Ford con 373 punti.
Mads Østberg con il team satellite Stobart terminò sesto assoluto garantendo il terzo posto al team inglese nella classifica costruttori.

### Fine stagione
Al termine della stagione 2011 il pilota Mikko Hirvonen fu ceduto al team Citroen World Rally Team e fu rimpiazzato da Petter Solberg che si affiancò a Latvala per la stagione 2012.
Mads Ostberg divenne un osservato speciale per il 2012 e aspettando la sua definitiva maturazione fu equipaggiato di una vettura più competitiva che gli fu messa a disposizione dal team Adapta World Rally Team.
La cessione di Mikko Hirvonen diede la possibilità al suo connazionale Jari Latvala di poter correre come primo pilota del team avendo anche avuto la possibilità di essergli stato affiancato un pilota esperto come Petter Soldberg.

## Stagione 2012

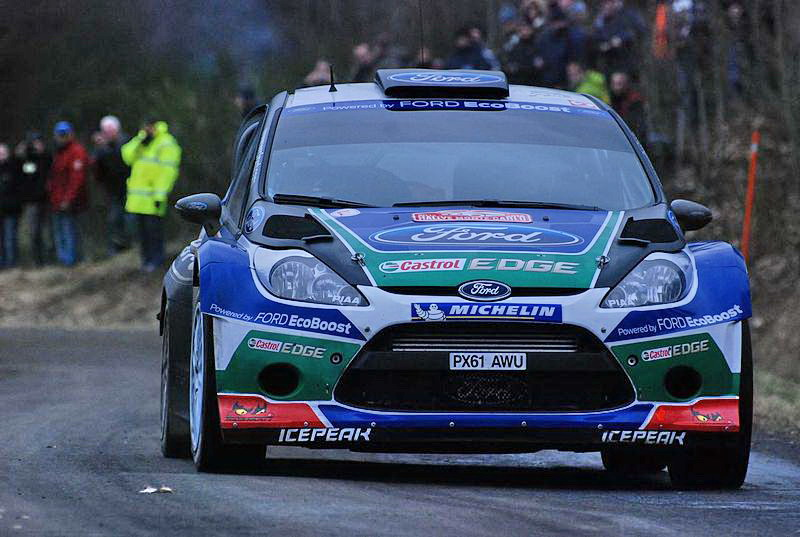
Petter Solberg al Rally di Monte Carlo 2012

### 2012
Nel 2012 dopo l'uscita di scena dal team Ford di Mikko Hirvonen (approdò al team Citroen) con l'ingresso di Petter Soldberg il team Ford ha chiuso con il terzo posto di Latvala dietro al vincitore Sébastien Loeb e l'ex compagno e connazionale Mikko Hirvonen.
Dietro Jari in quarta posizione è arrivato il pilota norvegese Mads Ostberg che al suo secondo anno al team Ford ha concluso con una vittoria durante la tappa in Portogallo e terminando a podio durante la tappa in Svezia e in Argentina.
L'esperto pilota Petter Soldberg ha concluso al quinto posto per via di un finale di stagione amaro in particolar modo durante il Rally di Francia che lo ha fatto concludere al 26º posto della classifica generale.
La stagione di Petter terminò con cinque podi per un totale di 124 punti.
La sorpresa più grande fu il russo Evgeny Novikov che alla guida del team satellite Ford della ALM Russia si classificò 6º assoluto con un secondo posto durante la tappa vinta da Ostberg in Portogallo.
Ottavo assoluto giunse Ott Tänak che concluse sul finale di stagione con un terzo posto in Sardegna.
Per il campionato costruttori il team Ford World Rally Team si è classificato al secondo posto con 309 punti, alle spalle del Citroën Total World Rally Team (453), precedendo l'altro team M-Sport Ford World Rally Team (170) e l'Adapta World Rally Team (83).

### Fine stagione
A fine stagione la Ford ha comunicato che avrebbe lasciato il campionato mondiale rally in veste ufficiale ma avrebbe comunque continuato a dare l'appoggio al team M-Sport Stobart Ford World Rally Team che sarebbe stato guidato da Malcolm Wilson.
Per la stagione 2013 il team Ford M-Sport ha deciso di puntare su piloti giovani lasciando partire i suoi piloti principali.

## Stagione 2013

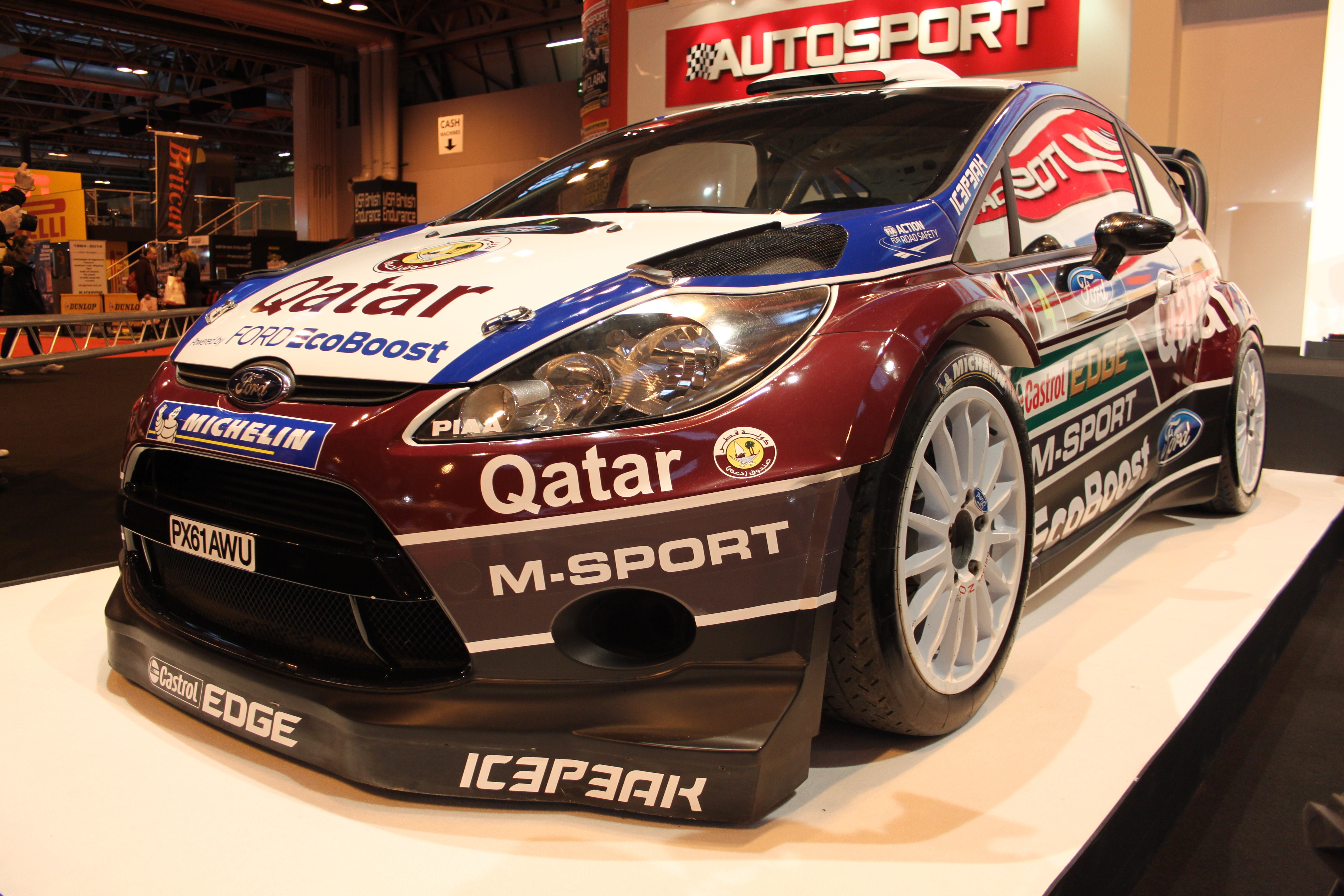
La Fiesta WRC del Qatar M-Sport World Rally Team allAutosport Show 2013

### 2013
Nella stagione 2013, in seguito al suo ritiro dal mondiale rally in veste ufficiale, prese le veci della casa americana e delle sue vetture il team britannico diretto da Malcolm Wilson, ora chiamato M-Sport, che ha dismesso la livrea Stobart e adottato la livrea Qatar con un colore blu-marrone. Con l'ingresso della nuova Volkswagen Polo R WRC con il team ufficiale Volkswagen Motorsport, la conferma a pieno regime del team Citroen World Rally Team e le apparizioni in veste semi-ufficiale della Mini, la squadra britannica ha fatto i conti con la partenza per la squadra tedesca del proprio primo pilota Jari-Matti Latvala e con il ritiro ufficiale di Petter Solberg, decidendo quindi di puntare su giovani piloti: primi fra tutti il norvegese Mads Østberg e il russo Evgeny Novikov, affiancati dalla giovane promessa belga Thierry Neuville e dal ceco Martin Prokop.
La stagione è iniziata con il Rally di Monte Carlo dove il miglior pilota Ford è stato Mads Ostberg che è giunto sesto assoluto precedendo il compagno ceco Martin Prokop, mentre Evgeny Novikov e Thierry Neuville si sono ritirati. Nella seconda tappa mondiale corsa in Svezia con partenza il 7 febbraio 2013 è arrivato il primo podio stagionale conquistato da Mads Ostberg.

### Impiego nel Pikes Peak Hill Climb
Alcune Fiesta sono state impiegate nel Pikes Peak International Hillclimb nel 2013. Denominate Rallycross, sono state dotate di trazione integrale e di un propulsore Duratec 2.0 benzina da 800 cv. Le sospensioni sono state realizzate congiuntamente dall'aziende Ohlins, Olsbergs e il Team RS. Le vetture erano gestite dal team svedese Olsbergs Motor Sport Evolution e affidate ai piloti Andreas Eriksson e Marcus Grönholm nella categoria Unlimited.

### Impiego nella Gymkhana
Una versione potenziata della Ford Fiesta RS WRC è stata impiegata dal pilota statunitense Ken Block per eseguire diverse evoluzioni acrobatiche su appositi percorsi ad ostacoli appositamente realizzati. La vettura, realizzata dall'Olsbergs Motorsport Evolution, mantiene inalterata buona parte della struttura dell'originale RS, fatta eccezione per il propulsore che è stato potenziato fino ad ottenere la potenza di 650 cv, permettendo alla vettura di accelerare da 0 a 100 km/h in 1,9 secondi.

## Stagione 2014

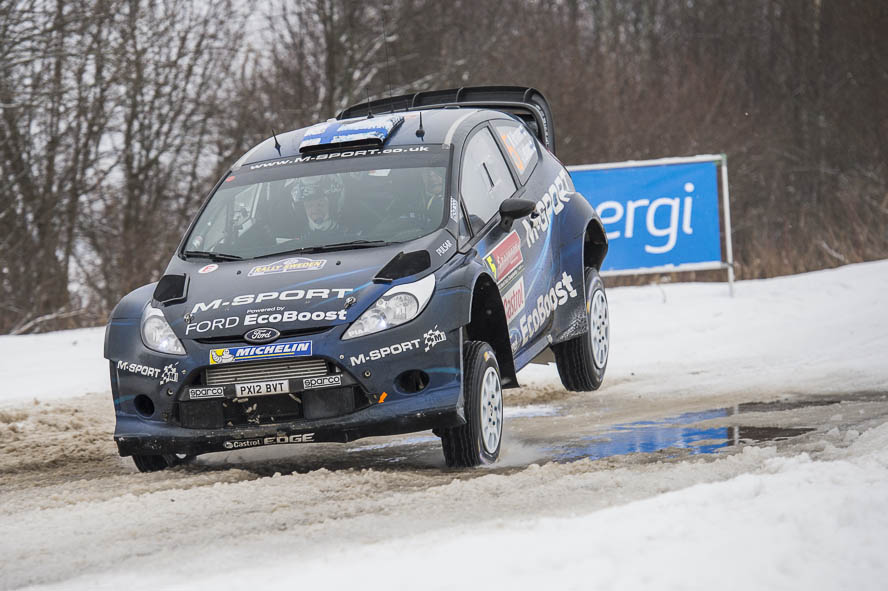
Mikko Hirvonen al Rally di Svezia 2014

Per la stagione 2014, le vetture della casa di Detroit sono affidate sempre al team M-Sport con livrea blu scuro. Malcom Wilson, titolare dello storico team britannico, ha scelto l'esperto pilota finlandese Mikko Hirvonen (proveniente dalla rivale Citroën) ed il giovane gallese Elfyn Evans. Una terza vettura è guidata dall'ex pilota di Formula 1 Robert Kubica che guida una Fiesta con livrea grigio argento (sponsorizzata dalla compagnia petrolifera polacca Lotos). Anche il pilota ceco Martin Prokop continua a partecipare al mondiale con il team nazionale Jipocar. Altre vetture sono affidate occasionalmente a piloti di seconda fascia, tra cui l'estone Ott Tänak ed il francese Bryan Bouffier, che parteciperanno soltanto ad alcune tappe del mondiale 2014.

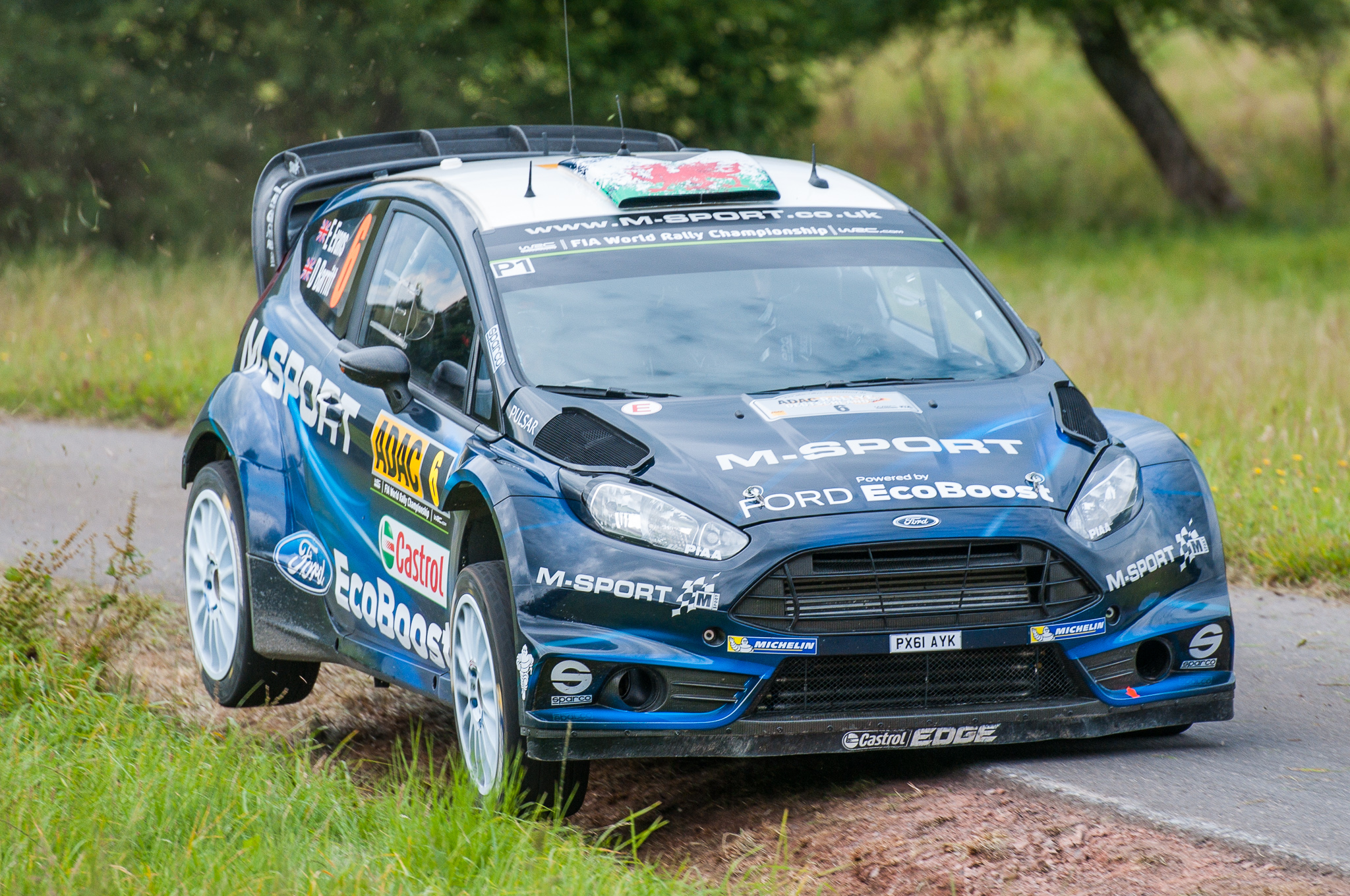
La Fiesta di Elfyn Evans con il nuovo frontale al Rally di Germania 2014

Al Rally di Finlandia debuttò la Fiesta con il frontale rinnovato, basato sul modello stradale ST, ma la meccanica e tutto il resto della vettura rimase identica alla versione precedente.

## Stagione 2016
Al termine della stagione e in seguito ai nuovi regolamenti tecnici e sportivi stabiliti dalla FIA che prevedevano per il 2017 vetture più potenti leggere e con aerodinamica sofisticata, la Fiesta RS WRC concluse la sua carriera ufficiale per lasciare spazio alla nuova Fiesta WRC, progettata e sviluppata dalla M-Sport sulla base della settima serie della Fiesta stradale e destinata a partecipare al mondiale WRC 2017.

## Vittorie nel WRC
| # | Rally                             | Stagione | Superficie       | Pilota             | Co-pilota       |
| - | --------------------------------- | -------- | ---------------- | ------------------ | --------------- |
| 1 | 59º Uddeholm Rally di Svezia      | 2011     | Neve/Ghiaccio    | Mikko Hirvonen     | Jarmo Lehtinen  |
| 2 | 21º Rally d'Australia             | 2011     | Sterrato         | Mikko Hirvonen     | Jarmo Lehtinen  |
| 3 | 67º Rally di Gran Bretagna Galles | 2011     | Sterrato         | Jari-Matti Latvala | Miikka Anttila  |
| 4 | 60º Uddeholm Rally di Svezia      | 2012     | Neve/Ghiaccio    | Jari-Matti Latvala | Miikka Anttila  |
| 5 | 46º Rally del Portogallo 2012     | 2012     | Sterrato/Polvere | Mads Østberg       | Jonas Andersson |
| 6 | 68º Rally di Gran Bretagna Galles | 2012     | Sterrato         | Jari-Matti Latvala | Miikka Anttila  |